# 普通選挙法
普通選挙法（ふつうせんきょほう、旧字体：普通󠄁選󠄁擧法）は、1925年（大正14年）、加藤高明内閣によって制定された、満25才以上男子による普通選挙を規定する法律（大正14年5月5日法律第47号）である。普通選挙法というのは通称であり、正確には、1900年（明治33年）制定の衆議院議員選挙法（明治33年3月29日法律第73号）を全部改正して成立した法律である。

## 成立
既に起こっていた普選運動により、民衆の普通選挙を求める運動が高まっていた最中、貴族院を背景とした清浦奎吾内閣は衆議院を無視して内閣を組閣する（清浦内閣）。これに対し、高橋是清、犬養毅、加藤高明の3人が中心となって、護憲三派を形成、第二次護憲運動が始まる。この運動は政党内閣の結成、普通選挙の実施を公約に掲げて行われ、護憲三派は衆議院選挙で勝利を収め、憲政会総裁である加藤高明が内閣を組閣する。
こうして1924年（大正13年）6月11日に成立した加藤高明内閣は、公約通りに衆議院議員選挙法（普通選挙法）の改正に着手した。しかし、政府原案中の、選挙権及び被選挙権の資格規定に関しては、1925年（大正14年）2月の枢密院の修正（被選挙者の年齢を30年以上とする。貧困のため公私救恤（こうしきゅうじゅつ）を受ける者や住居不定の者には選挙・被選挙権を与えない。華族の戸主は選挙・被選挙権を有しないなど）があった。これに対し、衆議院は3月の第50議会で欠格範囲を定めた規定を削除したが、貴族院はこれを復活。さらに貴族院は政府原案中にあった「貧困ノタメ」を削り、欠格範囲を拡大したが、両院協議会での協議により「貧困ノタメ」を「貧困ニ因リ」とすることで妥協が成立（2月13日）した（「貧困ニ因リ」を加えることにより、兄弟・親子の相互扶助は欠格要件とならないこととした）。
その後、3月2日、衆議院で修正可決。3月26日、貴族院で修正可決され、27日・28日の両院協議会を経て3月29日に妥協案が双方で可決して成立、衆議院議員選挙法改正が5月5日に公布されることとなった。
第50回帝国議会には同時に治安維持法案が提出された。一説では、ロシア革命のような社会変革を恐れた枢密院の圧力によるものといわれている（普通選挙法との交換条件説）。治安維持法案は3月19日に成立した。衆議院議員選挙法改正公布より先の4月22日に治安維持法は公布された。

## 内容
それまでの納税額による制限選挙から、納税要件が撤廃され、日本国籍を持ち、かつ内地に居住する満25歳以上の全ての成年男子に選挙権が与えられることが規定された。これにより有権者数は、1920年（大正9年）5月現在において307万人程度（人口に対し約5.5%）であったものが、改正後の1928年（昭和3年）3月には1240万人（人口に対し20.1%）と、4倍になった。ただし、成年女子は依然として選挙権が認められていなかった。議員定数は466議席。中選挙区制で定数は3人から5人である。また、新たに選挙運動の制限とその費用の法定制が設けられ、人民代表法的な性格から、選挙取締法的な性格へと、日本の選挙法は転換していった。また、この改正から不在者投票制度が導入されたが、対象は船舶や鉄道に乗務している者、演習召集や教育召集中の軍人に限られていた。

## 経緯
1924年（大正13年）12月13日、東京連合婦人会の政治部を母体として「婦人参政権獲得期成同盟会」が設立された。婦人参政権（その後に用いられた「女性参政権」と同一）獲得に目的をしぼり、政党に対する絶対中立を方針とした。1925年（大正14年）3月29日に普通選挙法が成立すると、会務理事の市川房枝は日記に「私はこの日を、女性から参政権が奪われた日として永久に記憶しておこう」という趣旨の言葉を書いた。同年4月19日、婦人参政権獲得期成同盟会は「婦選なくして普選なし」の標語のもと、「婦選獲得同盟」と改称された。婦選獲得同盟は1930年（昭和5年）から7回にわたり、全日本婦選大会を開催するなど、他の婦人団体との共同運動を進めた。
普通選挙法に基づく選挙は1928年（昭和3年）の第16回衆議院議員総選挙から1942年（昭和17年）の第21回衆議院議員総選挙（いわゆる翼賛選挙）まで計6回行われた。大東亜戦争（太平洋戦争・第二次世界大戦）末期の1945年（昭和20年）4月には小磯国昭内閣により改正衆議院議員選挙法が公布され、第21回総選挙の翌年、1943年（昭和18年）4月に内地への編入が行われた樺太（樺太庁地域）においても従来の内地同様に男子普通選挙法の適用が定められ、全庁1区で定数3の選挙区が設定された。また、この選挙法改正では朝鮮（朝鮮総督府）と台湾（台湾総督府）でも帝国議会への参加が認められたが、両地域では「選挙人名簿調製ノ期日迄引続キ一年以上直接国税十五円以上ヲ納ムル者」という制限選挙制が採用された。選挙区数および定数は朝鮮で13選挙区23人、台湾で5選挙区5人となり、樺太を含む日本内地と比較した議員定数は1940年（昭和15年）国勢調査を基準にすると総人口比で7分の1程度の割り当てとなった。さらに、改正選挙法の施行日は後日定めるとされたため、各地での補充選挙は行わなかった。同年8月14日のポツダム宣言受諾とそれに続く9月2日の日本の降伏文書調印によって日本が連合国軍に降伏すると、日本は沖縄県（アメリカ合衆国による沖縄統治）を含む各地で行政権を喪失し、樺太での直接選挙と朝鮮・台湾での制限選挙による衆議院議員選挙は未実施のまま終わった。

戦後、日本政府に対して間接占領統治を行った連合国軍最高司令官総司令部(GHQ)は民主化を目指した日本の戦後改革の中核となる1945年10月11日発表の「五大指令」に婦人参政権付与も含めたが、その前日には幣原喜重郎内閣が既に婦人参政権を含む選挙法改正を閣議決定していた。両者の意向が一致したことで、同年12月に改正衆議院議員選挙法（のちに1950年（昭和25年）の「公職選挙法」制定に伴い廃止）が帝国議会を通過して公布された。1946年（昭和21年）4月10日に行われた第22回衆議院議員総選挙により、選挙権年齢の下限を成人年齢である満20歳に引き下げた上で、初めて成人男女による完全普通選挙が行われた。

## その他
普通選挙法が成立した翌1926年（大正15年）に地方議会議員の選挙権も成年男子による普通選挙を規定する法律改正案（市制改正案・町村制改正案・府県制改正案）が成立した。
地方選挙も含めれば、1926年9月3日に浜松市会議員選挙で日本初の普通選挙が実施されている。

大東亜戦争終結後に日本の植民地支配から独立した大韓民国と朝鮮民主主義人民共和国（北朝鮮）においても、本法律を基にそれぞれの選挙法が定められた。